# HVS (航空機)
HVS
- 用途：人力飛行機
- 分類：クレーマー賞挑戦
- 設計者：Wolfang Hütter, Franz Villinger
- 製造者：Wolfang Hütter, Franz Villinger, Wilhelm Schüle
- 初飛行：1982年6月20日
- 生産数：1機
- 運用状況：運用終了・展示

HVSは、1982年に初飛行したドイツの人力飛行機である。
クレーマー賞獲得を目指したが、達成されなかった。
機体名のHVSは、開発の主体となった3人の著名なドイツ人航空専門家 Wolfgang Hütter (de)、Franz Villinger (de)、Wilhelm Schüleの名字に由来する。Wolfgang Hütterは最初期の全グラスファイバー製グライダーであるグラスフリューゲルH-301 の設計者として著名であり、Franz Villingerは1930年代にカタパルトにより離陸し飛行に成功した初期の人力飛行機HV-1 Mufli (de)の設計者の一人であり、Wilhelm Schüleは実験機の製造者だった。また本機の初飛行時には3人全員が70歳を超えていた。

## 機体
HVSは、わずかに逆ガル翼となっているテーパー翼の主翼を肩翼配置とした単葉機である。本機の製作には広範囲に発泡プラスチック、プラスチック、ガラス繊維強化プラスチック、炭素繊維が使用された。
本機の製造には凹型に材料を積層する複合材製グライダーの製造方法が広く応用された。機体は強度は、荷重倍数は2.5で設計されている。
胴体はポッド・アンド・ブーム式である。尾翼にはV字尾翼が採用され、ピッチ・ヨー双方の制御を行う。主翼外翼のエルロンで横方向の制御を行う。操縦桿は左右2本のサイドスティックから成り、右手でV字尾翼、左手でエルロンを操作する。
パイロットはリカンベント姿勢で着座し、回転させない往復式のペダルを前後に踏み込むことで動力を発生させる。プロペラは推進式の可変ピッチプロペラで、コクピットの直後にあるパイロンに取り付けられた。動力はケーブルでパイロンまで、チェーンでプロペラハブまで伝達され、互いに反転するフライホイールを介してプロペラを回転させる。ペダルを毎分100往復させるとプロペラが毎分400回転する。プロペラにはアラミド繊維（ケブラー）が使用され、学生であったOskar Staudenmayerによって製作された。
パイロットの乗降を助けるため、主翼全体が持ち上がるようになっていた。
HVSは当時の大部分の人力飛行機と比較して、翼面荷重が大きく、飛行速度が速い機体であり、機体の対気速度を超えるような強風下でも飛行可能である点が特筆すべき点であった。

## 開発・運用
本機に関する作業は1974年10月に開始され、最初のクレーマー賞が獲得されたのちの1978年に設計の見直しが行われた。完成までに約8年、15,000時間を要した。このプロジェクトは14の企業、団体、個人による出資により資金が賄われた。
本機は1982年6月20日にバイエルン州ライプファイム空軍基地 (de:Flugplatz Leipheim) で初飛行した。最長飛行距離は1982年12月4日にOskar Staudenmayerの搭乗で記録された720 m (2,362 ft)である。
1985年にグループは解散し、機体はドイツ、ジンスハイムにあるジンスハイム自動車・技術博物館に展示されている。

## 性能・諸元
出典: Jane's all the world's aircraft 1984-5,and Free Flight
諸元
- 乗員: 1
- 全長: 5.5 m （18 ft 1 in）
- 全高:
- 翼幅: 16.16 m（53 ft 0 in）
- 翼面積: 14.16 m2 （152.4 sq ft）
- 翼型: Wortmann FX63-137
- 空虚重量: 52 kg （114.6 lb）
- 最大離陸重量: 110 kg （242.5 lb）
- アスペクト比:18.4
- プロペラ直径: 1.60 m (5 ft 3 in)

性能
- 巡航速度: 36 km/h （kt） (22.4 mph; 19.4 kn)
- 翼面荷重: 7.70 kg/m2 （1.6 lb/sq ft）
- 最良滑空比: 36：1 (@34km/h; 21.1 mph; 18.4 kn)